# Ruanda ai Giochi della XXXI Olimpiade
Il Ruanda ha partecipato ai Giochi della XXXI Olimpiade, che si sono svolti a Rio de Janeiro, Brasile, dal 5 al 21 agosto 2016, con una delegazione di sette atleti impegnati in tre discipline: atletica leggera, ciclismo e nuoto. Portabandiera alla cerimonia di apertura è stato il ciclista Adrien Niyonshuti, che lo era stato anche a Londra 2012.
Si è trattato della nona partecipazione di questo paese ai Giochi. Così come nelle precedenti edizioni, non sono state conquistate medaglie.

## Atletica
- Maratona maschile - 1 atleta (Ambroise Uwiragiye)
- Maratona femminile - 1 atleta (Claudette Mukasakindi)
- 10000 m femminili - 1 atleta (Claudette Mukasakindi)

## Ciclismo
- Corsa in linea maschile - 1 atleta (Adrien Niyonshuti)
- Mountain-bike maschile - 1 atleta (Nathan Byukusenge)

## Nuoto
- 50 m stile libero maschili - 1 atleta (Eloi Imaniraguha)
- 100 m stile libero femminili - 1 atleta (Johanna Umurungi)